# ASF Fianarantsoa
Akon’i Soa Firegnina Fianarantsoa w skrócie ASF Fianarantsoa – madagaskarski klub piłkarski z siedzibą w Fianarantsoi, występujący niegdyś w pierwszej lidze madagaskarskiej.

## Sukcesy
- I liga[1]:
  - mistrzostwo (1):  1990.

## Występy w afrykańskich pucharach
| Sezon | Rozgrywki       | Runda   | Kraj    | Klub                 | Dom | Wyjazd | Dwumecz |
| ----- | --------------- | ------- | ------- | -------------------- | --- | ------ | ------- |
| 1991  | Puchar Mistrzów | wstępna | Seszele | Saint-Louis FC       | 4–1 | 0–0    | 4–1     |
| 1991  | Puchar Mistrzów | 1       | Zambia  | Nkana Red Devils     | –   | 0–6    | 0–6     |
| 1999  | Puchar CAF      | 1       | Reunion | US Stade Tamponnaise | 0–1 | 1–5    | 1–6     |

## Stadion
Domowe mecze klub rozgrywa na stadionie o nazwie Farafangana Sport Park w Farafanganie, który może pomieścić 1500 widzów.